# Murviel-lès-Montpellier
Murviel-lès-Montpellier è un comune francese di 1 957 abitanti situato nel dipartimento dell'Hérault nella regione dell'Occitania.

## Società

### Evoluzione demografica
Abitanti censiti